# Pozo del infierno

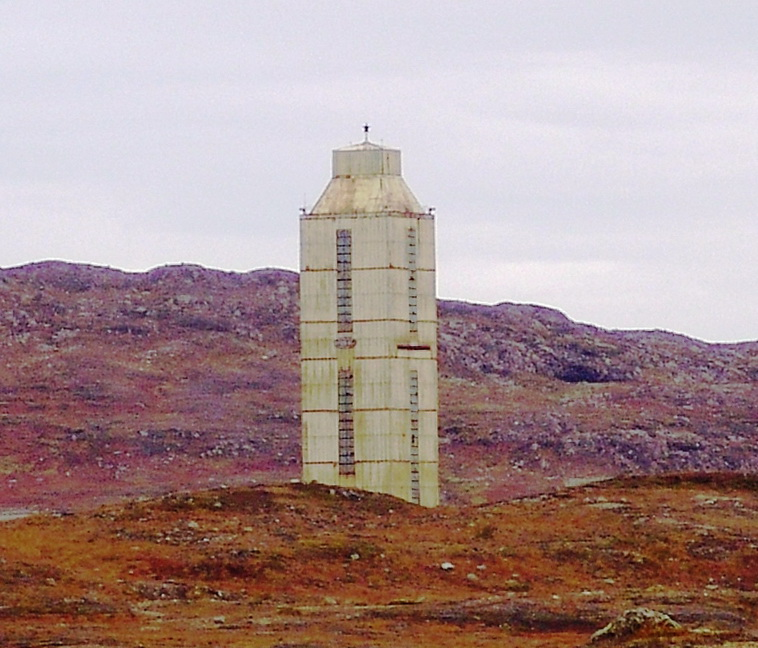
Estructura exterior del pozo de Kola en 2007

El «Pozo del infierno» es una leyenda urbana que alude a un  pozo excavado en Rusia de tal profundidad que habría llegado hasta el infierno. Esta leyenda urbana ha estado circulando por Internet desde 1997. La noticia fue emitida por primera vez en inglés en 1989 por el canal  de televisión religioso estadounidense Trinity Broadcasting Network, que había recogido la historia de varios periódicos finlandeses.
La noticia afirma que unos científicos de Siberia (Rusia), dirigidos por el Dr. Azzacov, habían excavado un agujero de unos 14.4 km antes de encontrar una cavidad subterránea. Intrigados por este inesperado descubrimiento los científicos hicieron descender un micrófono extremadamente resistente al calor junto con otros dispositivos sensoriales dentro del pozo. La temperatura registrada era de unos 379,57 °C. De inmediato comenzaron a escucharse gritos y lamentos, que fueron interpretados como los gritos de los condenados en el infierno.

## Su base real
Durante la época de la Unión Soviética se había excavado el llamado Pozo superprofundo de Kola, un agujero de más de 12 km de profundidad ubicado en la Península de Kola, y allí se encontraron algunas anomalías geológicas interesantes, pero ningún encuentro sobrenatural. Las temperaturas en la excavación se hicieron tan elevadas que los costes de la excavación se volvieron prohibitivos.

## Propagación

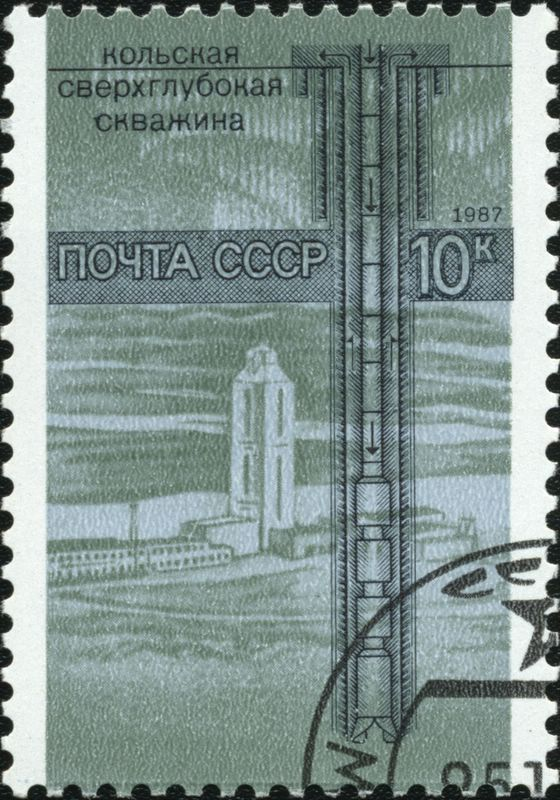
El Pozo de Kola, conmemorado en un sello de 1987.

La noticia del «Pozo del infierno» pronto se extendió a los periódicos de los Estados Unidos y comenzaron a aparecer grabaciones de los supuestos «gritos de los condenados» en varios lugares de internet. La historia llegó hasta el canal televisivo religioso Trinity Broadcasting Network (TBN), que afirmaba que era una «prueba» de la existencia literal del infierno como afirma la Biblia.
Åge Rendalen, un profesor de Noruega, disgustado con lo que consideraba la credulidad de las masas, decidió exagerar la historia para ridiculizar a TBN. Tras haber escuchado la historia de TBN durante una visita a Estados Unidos, escribió una carta al canal, afirmando que al principio no había creído la historia, pero al volver a Noruega supuestamente leyó un «informe verídico» de la misma. Según Rendalen, el «informe» no solamente afirmaba que el pozo de los condenados era real, sino que un ser con alas de murciélago había surgido de su interior y había trazado en el cielo siberiano la frase «¡He vencido!».
Rendalen tradujo con falsedad deliberada un artículo noruego —una noticia irrelevante sobre un inspector de construcciones local— y envió la historia original y la «traducción» a TBN; junto con una carta en la que incluía su nombre, número de teléfono y dirección, así como los de un pastor luterano amigo suyo que conocía el fraude y aceptó colaborar con Rendalen para apoyarle si alguien buscaba verificar la noticia.
Sin embargo, el canal TBN no se molestó en verificar los documentos de Rendalen y emitió la historia del ser con alas de murciélago como otra «prueba» de la validez de la historia original.
Posteriormente Rendalen publicó una declaración oficial sobre la creación del fraude en la que afirmaba que: «La historia no es nada más que una “leyenda urbana” cristiana».
Posteriormente, han surgido otras leyendas urbanas sobre supuestos «pozos al infierno», en los que se escuchan gritos o que incluso tienen capacidades paranormales como devolver animales muertos a la vida. Entre algunos de estos rumores también se cuentan historias de que algunos buceadores (algunos tan conocidos como Jacques Cousteau) han oído gritos procedentes de las profundidades marinas en algunos puntos apartados.

## Literatura
En agosto de 2012, el escritor Darío Vilas anunció que su última novela, con fecha de publicación prevista para diciembre del mismo año, estaba inspirada en la leyenda en torno al pozo superprofundo de Kola. Dicha novela tenía como título provisional Lantana: donde nace el instinto, y comenzaba con una perforación geotécnica análoga a la que se realizó en Rusia, solo que en esta conseguían alcanzar el objetivo de perforar hasta los 14,4 kilómetros de profundidad. Se trata de una precuela de su primera novela, Instinto de superviviente, con lo que se especula que esta prospección pudo desembocar en el holocausto zombi que se describe en ella.